# Caecilia tenuissima
Caecilia tenuissima é uma espécie de anfíbio gimnofiono. Está presente na Colômbia e no Equador. Habita floresta tropical de baixa altitude, sendo uma espécie subterrânea.